# Nicholas Loney
Artykuł ten został zgłoszony do umieszczenia na stronie głównej w rubryce „Czy wiesz”.
Pomóż nam go sprawdzić: oceń zgłoszoną nominację.
Nicholas Loney (ur. 1826, zm. 23 kwietnia 1869) – brytyjski kupiec i dyplomata.

## Życiorys
Urodził się w portowym mieście Plymouth, jako jedno z dziesięciorga dzieci admirała Roberta Loneya. Sytuacja materialna rodziny nie była najlepsza, mimo jej ścisłych związków z marynarką wojenną. Nicholas w związku z tym otrzymał jedynie ograniczoną formalną edukację. Znany był jednak z erudycji, dzięki intensywnemu samokształceniu. Wcześnie, bo już w 1842 opuścił kraj rodzinny i udał się do Wenezueli. Tam też biegle opanował język hiszpański. Na Wyspy Brytyjskie powrócił w 1846 lub 1847. Po roku ponownie opuścił ojczyznę i udał się do znajdującego się pod kontrolą brytyjską Singapuru. Tam też zorientował się, że należące wówczas wciąż do Hiszpanii Filipiny mogą być miejscem, w którym handel przyniesie mu znaczące zyski. Podjął w związku z tym pracę w firmie Kerr & Co, międzynarodowej spółce finansowanej przez kapitał brytyjski, z biurami w Londynie, Manili, Singapurze oraz Batawii, czyli dzisiejszej Dżakarcie. Właśnie jako jej pracownik przybył w 1851 po raz pierwszy na Filipiny. Szybko zaaklimatyzował się na archipelagu, z łatwością nawiązując kontakty tak z hiszpańską administracją kolonialną, jak i z Filipińczykami. Chętnie podróżował też poza stanowiącą pierwotnie jego filipińską siedzibę Manilę. Do 1855 zdążył już awansować, przejął kierownictwo manilskiego biura Kerr & Co. Planował następnie powrót do Wielkiej Brytanii, w związku z tym zrezygnował z dotychczasowej pracy. Zmienił jednak decyzję w związku z otwarciem trzech kolejnych portów, w tym portu w Zamboandze oraz Iloilo dla handlu międzynarodowego. Dzięki znakomitej opinii, którą cieszył się wśród brytyjskich kupców w Manili, mianowany został zastępcą brytyjskiego konsula w Iloilo 11 czerwca 1856. 
Jednym z jego głównych celów było stworzenie bezpośrednich połączeń handlowych między zachodnimi Wisajami a krajami europejskimi, w których gwałtownie rosło wówczas zapotrzebowanie na cukier. Podczas jego licznych podróży po regionie szczególną jego uwagę zwróciła niezwykle żyzna gleba, szczególnie w Negros, oraz jej zasadniczo całkowicie niewykorzystany potencjał jeśli chodzi o wielkoobszarową uprawę trzciny cukrowej. Zaczął sprowadzać na Filipiny niezbędne maszyny, pozyskiwać wiedzę techniczną oraz udzielać pożyczek miejscowym rolnikom, którzy byli skłonni zająć się uprawą trzciny cukrowej. Stał się tym samym jednym z głównych motorów napędowych gorączki cukrowej, która wkrótce ogarnęła region przyczyniając się jednocześnie do jego gwałtownej industrializacji.
Założył Loney & Co, pierwszą firmę zagraniczną funkcjonującą w Iloilo. Zajmowała się ona sprowadzaniem towarów z Manili, z myślą o ich późniejszej sprzedaży w prowincjach Antique, Negros czy też Leyte. W 1866 opuścił Iloilo, został bowiem mianowany tymczasowym konsulem brytyjskim w Manili. W 1869 na krótko powrócił do Iloilo, planując już wszakże powrót do Europy. Zmarł na skutek nieznanej choroby. Zmarł w Iloilo City i tam też został pochowany.